# Il delitto di Fort Point
Il delitto di Fort Point (Murder on the Run) è un romanzo poliziesco del 1991 di Gloria White, pubblicato in Italia per la prima volta nel 1995 dalla Arnoldo Mondadori Editore nella collana Il Giallo Mondadori con il numero n. 2398.

## Trama
Veronica "Ronnie" Ventana, detective privato di San Francisco, mentre sta facendo la quotidiana corsa mattutina nei pressi di Fort Point, si trova casualmente ad assistere ad un crimine: un uomo alto e robusto percuote un secondo uomo ed alla fine lo scaraventa nelle acque della baia. L'assassino, accortosi di essere stato visto, insegue Ronnie, che però riesce a scappare, rifugiandosi nella casa di un militare della Guardia Costiera, vicina al luogo del delitto.

## Personaggi
- Veronica "Ronnie" Ventana, investigatrice privata, esperta in sistemi di allarme
- Blackie Coogan, investigatore privato, amico di Ronnie

## Edizioni
- Gloria White, Il delitto di Fort Point, traduzione di Maria Grazia Oddera, collana Il Giallo Mondadori n. 2398, Mondadori, 1995,  p. 158.